# Чагодощенский музей истории и народной культуры

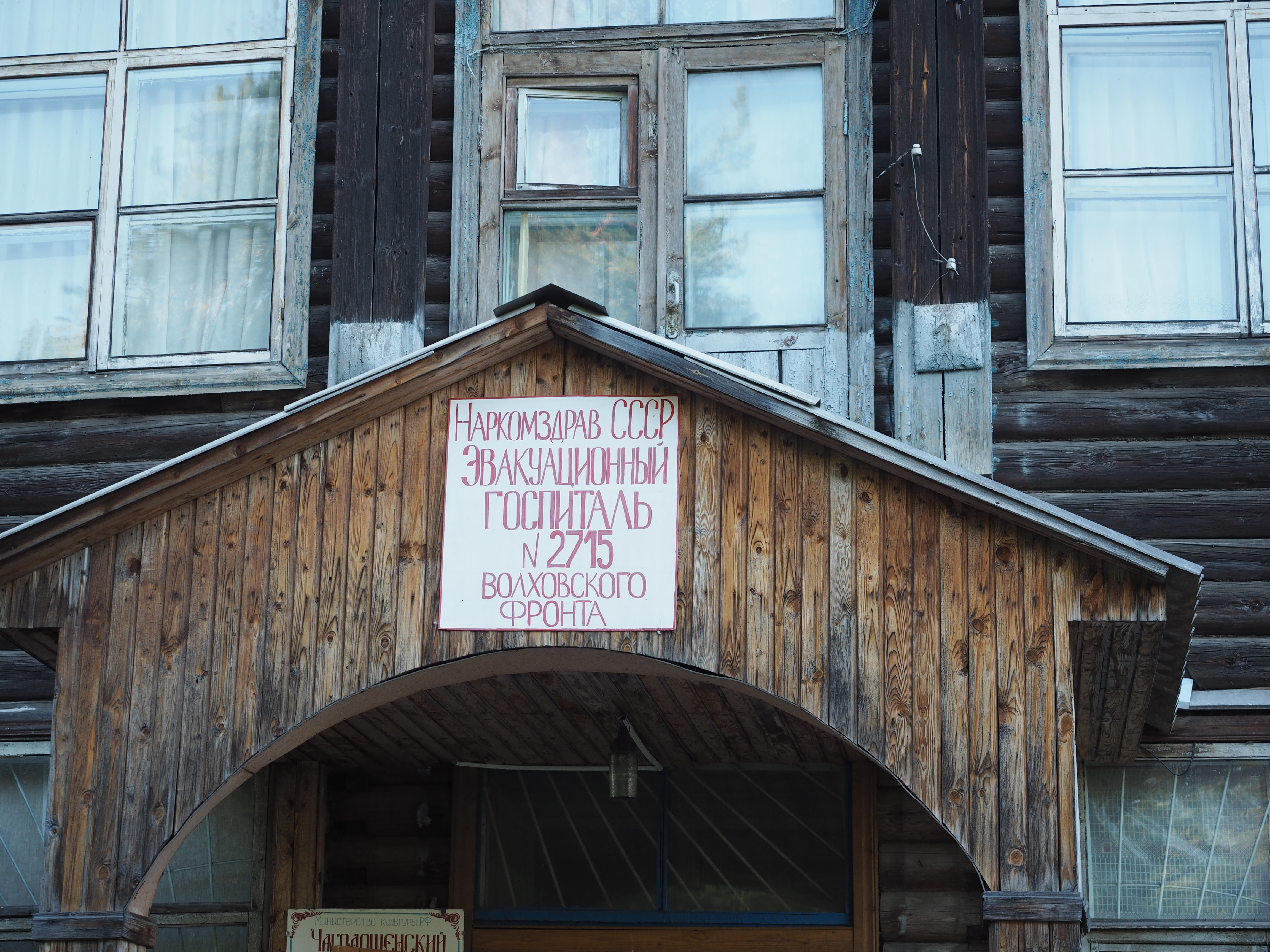
Здание на Школьной улице, где ранее размещался музей

Чагодощенский музей истории и народной культуры — муниципальное учреждение культуры, краеведческий музей, расположенный в историческом центре поселка Чагода Вологодской области.

## История и коллекции
Чагодощенский краеведческий музей — один из самых молодых музеев Вологодской области. Открытие его состоялось 6 января 1994 года. Создавался он на базе школьных музеев района и музея Чагодощенского стеклозавода. Основатель музея — почетный гражданин поселка, ветеран Великой Отечественной войны, заслуженный учитель РФ Василий Гаврилович Рогушков.
Основными коллекциями являются: «Археология», «Живопись», «Стекло», «Керамика», «Дерево», «Металл», «Документы», «Фотография», «Нумизматика».
Первоначально музей располагался в деревянном здании (Школьная улица, 15), построенном по проекту Н. А. Троцкого, где располагалась средняя школа, а в годы Великой Отечественной войны был размещен эвакогоспиталь Волховского фронта № 2715.
До 2005 года музей являлся структурной единицей Центра истории и культуры Чагодощенского района, затем стал самостоятельным юридическим лицом.
Кроме постоянной экспозиции работает выставочный зал.